# Cirrhilabrus
Cirrhilabrus là một chi cá biển có số lượng loài nhiều thứ hai trong họ Cá bàng chài, chỉ đứng sau chi Halichoeres.

## Từ nguyên
Từ định danh cirrhilabrus không được các tác giả giải thích rõ nghĩa, có lẽ được ghép từ cirrus, trong tiếng Latinh mang nghĩa là "dây tua", và Labrus, chi điển hình của họ Cá bàng chài. Hàm ý của tên gọi nhiều khả năng đề cập đến vây bụng có các tia vây vươn dài của loài điển hình C. temminckii.

## Phạm vi phân bố
Các loài trong chi Cirrhilabrus được tìm thấy phổ biến ở những vùng biển nhiệt đới thuộc khu vực Ấn Độ Dương - Thái Bình Dương.

## Hình thái học
Như hầu hết những chi khác trong họ Cá bàng chài, Cirrhilabrus đều là những loài lưỡng tính tiền nữ (cá đực trưởng thành đều phải trải qua giai đoạn là cá cái). Cá cái nhìn chung có kiểu hình khá giống nhau ở các phức hợp loài. Chúng cũng có thể mang kiểu hình của cá đực nhưng kém hơn về cường độ màu sắc.
Cá đực của các loài Cirrhilabrus có nhiều màu sắc và bắt mắt, có lẽ vì vậy mà các thành viên trong chi này được gọi chung là fairy wrasse ("bàng chài tiên"). Vào mùa giao phối, cá đực sẽ căng rộng tất cả các vây cũng như thay đổi màu sắc trên cơ thể của chúng để thu hút cá cái.

## Sinh thái học
Các loài Cirrhilabrus sống thành từng nhóm và có thể hợp thành một đàn lớn, tập trung ở những khu vực có nền đá vụn, gần các rạn san hô và mỏm đá ngầm. Cá đực thường sống trong một nhóm cùng với bầy cá cái và cá con trong hậu cung của nó.

Thức ăn chủ yếu của Cirrhilabrus là động vật phù du.

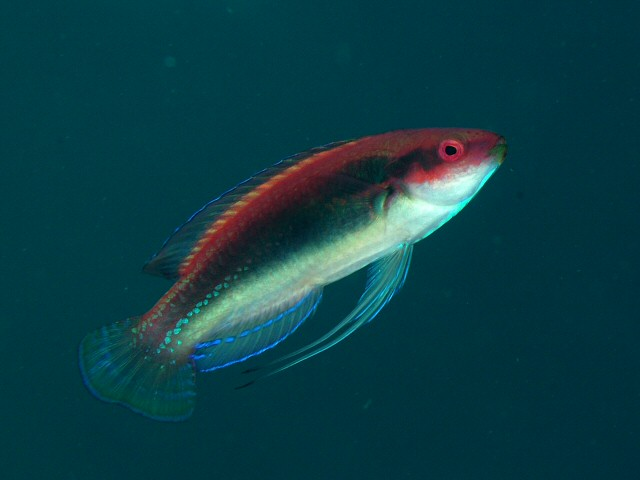
C. temminckii

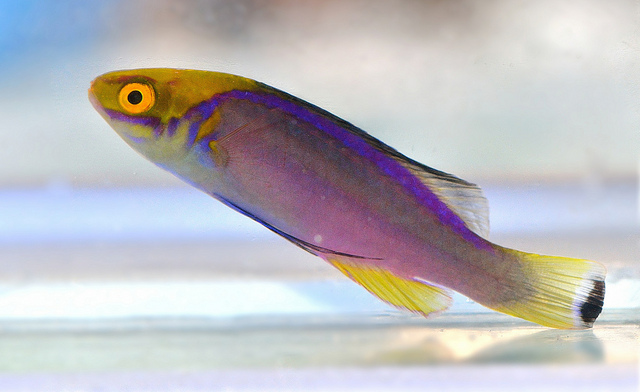
C. claire

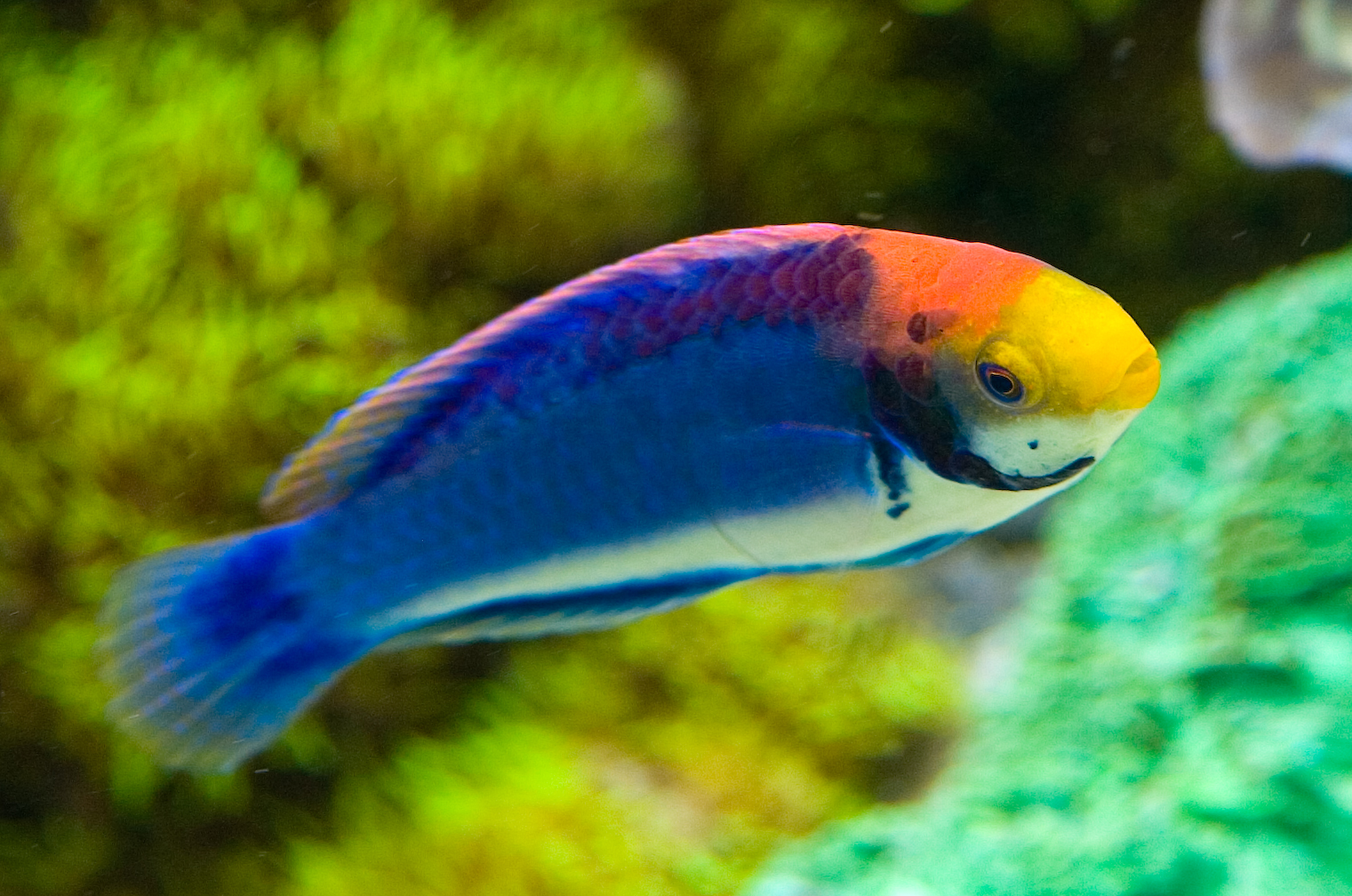
C. aquamarinus

## Các loài
Tính đến năm 2021, có tất cả 64 loài được công nhận trong chi này, bao gồm:
- Cirrhilabrus adornatus Randall & Kunzmann, 1998
- Cirrhilabrus africanus Victor, 2016[4]
- Cirrhilabrus apterygia (Allen, 1983)[5]
- Cirrhilabrus aquamarinus Tea, Allen & Dailami, 2021[6]
- Cirrhilabrus aurantidorsalis Allen & Kuiter, 1999
- Cirrhilabrus balteatus Randall, 1988[7]
- Cirrhilabrus bathyphilus Randall & Nagareda, 2002[8]
- Cirrhilabrus beauperryi Allen, Drew & Barber, 2008
- Cirrhilabrus blatteus Springer & Randall, 1974
- Cirrhilabrus briangreenei Tea, Pyle & Rocha, 2020[9]
- Cirrhilabrus brunneus Allen, 2006
- Cirrhilabrus cenderawasih Allen & Erdmann, 2006[10]
- Cirrhilabrus chaliasi Tea, Allen & Dailami, 2021[6]
- Cirrhilabrus claire Randall & Pyle, 2001
- Cirrhilabrus condei Allen & Randall, 1996
- Cirrhilabrus cyanogularis Tea, Frable & Gill, 2018[11]
- Cirrhilabrus cyanopleura (Bleeker, 1851)
- Cirrhilabrus earlei Randall & Pyle, 2001
- Cirrhilabrus efatensis Walsh, Tea & Tanaka, 2017[12]
- Cirrhilabrus exquisitus Smith, 1957
- Cirrhilabrus filamentosus (Klausewitz, 1976)
- Cirrhilabrus flavidorsalis Randall & Carpenter, 1980
- Cirrhilabrus greeni Allen & Hammer, 2017[13]
- Cirrhilabrus humanni Allen & Erdmann, 2012[14]
- Cirrhilabrus hygroxerus Allen & Hammer, 2016[15]
- Cirrhilabrus isosceles Tea, Senou & Greene, 2016[16]
- Cirrhilabrus joanallenae Allen, 2000
- Cirrhilabrus johnsoni Randall, 1988[7]
- Cirrhilabrus jordani Snyder, 1904
- Cirrhilabrus katherinae Randall, 1992
- Cirrhilabrus katoi Senou & Hirata, 2000
- Cirrhilabrus laboutei Randall & Lubbock, 1982
- Cirrhilabrus lanceolatus Randall & Masuda, 1991
- Cirrhilabrus lineatus Randall & Lubbock, 1982
- Cirrhilabrus lubbocki Randall & Carpenter, 1980
- Cirrhilabrus lunatus Randall & Masuda, 1991
- Cirrhilabrus luteovittatus Randall, 1988[7]
- Cirrhilabrus marinda Allen, Erdmann & Dailami, 2015[17]
- Cirrhilabrus marjorie Allen, Randall & Carlson, 2003
- Cirrhilabrus melanomarginatus Randall & Shen, 1978
- Cirrhilabrus morrisoni Allen, 1999
- Cirrhilabrus nahackyi Walsh & Tanaka, 2012[18]
- Cirrhilabrus naokoae Randall & Tanaka, 2009[19]
- Cirrhilabrus punctatus Randall & Kuiter, 1989
- Cirrhilabrus pylei Allen & Randall, 1996
- Cirrhilabrus randalli Allen, 1995
- Cirrhilabrus rhomboidalis Randall, 1988[7]
- Cirrhilabrus roseafascia Randall & Lubbock, 1982
- Cirrhilabrus rubeus Victor, 2016[4]
- Cirrhilabrus rubrimarginatus Randall, 1992
- Cirrhilabrus rubripinnis Randall & Carpenter, 1980
- Cirrhilabrus rubrisquamis Randall & Emery, 1983
- Cirrhilabrus rubriventralis Springer & Randall, 1974
- Cirrhilabrus ryukyuensis Ishikawa, 1904
- Cirrhilabrus sanguineus Cornic, 1987
- Cirrhilabrus scottorum Randall & Pyle, 1989
- Cirrhilabrus shutmani Tea & Gill, 2017[20]
- Cirrhilabrus solorensis Bleeker 1853[6]
- Cirrhilabrus squirei Walsh, 2014
- Cirrhilabrus temminckii Bleeker, 1853
- Cirrhilabrus tonozukai Allen & Kuiter, 1999
- Cirrhilabrus wakanda Tea, Pinheiro, Shepherd & Rocha, 2019[21]
- Cirrhilabrus walindi Allen & Randall, 1996
- Cirrhilabrus walshi Randall & Pyle, 2001